# Tour de Thevray
La tour de Thevray est un donjon d'habitation isolé depuis la disparition du château voisin, du XVe siècle, qui se dresse sur l'ancienne commune française de Thevray au sein de la commune nouvelle du Mesnil-en-Ouche dans le département de l'Eure, en région Normandie.
La tour est classée aux monuments historiques.

## Localisation
La tour est située à l'écart du bourg, à 1 kilomètre au nord-ouest de l'église Saint-Martin, sur la commune de Thevray, dans le département français de l'Eure.

## Historique
Le premier château existant sur le site est détruit en 1418 durant la guerre de Cent Ans par les Anglais qui y mettent le feu.
En 1440, l'édifice, totalement en ruine, est rebâti par Jean III de Chambray.
En 1478, son fils cadet, Jacques de Chambray, futur grand bailli et gouverneur d'Évreux, hérite de la seigneurie de Thevray. En 1489, il remplace, avec l'accord de Charles VIII, la motte et basse-cour originelle entourées de fossés en eau par une tour-résidence pentagonale, flanquée côté basse-cour d'un avant-corps rectangulaire abritant à sa base le pont-levis à flèches.
Dans la seconde moitié du XVIe siècle, Gabriel, le petit-neveu de Jacques de Chambray, réaménage l'édifice pour en faire une agréable résidence secondaire. En 1570, il conserve la tour-résidence et construit, à proximité, un nouveau logis, qui disparaît sous le Second Empire.
Il ne subsiste, aujourd'hui, que le colombier, les communs, la ferme et une grange du XVIIIe siècle. La chapelle dédiée à saint Eustache, installée initialement dans la tour, est transférée dans les communs.

## Description
La tour pentagonale est construite en grès, en brique, d'utilisation rare dans la région à l'époque, et en silex, avec chaînes d'angle. L'édifice est couronné de mâchicoulis et d'un haut toit polygonal en forme d'éteignoir orné de cheminées et de lucarnes. Il est prolongé par une aile rectangulaire surmontée d'un toit en fer de hache[réf. nécessaire].

## Protection aux monuments historiques
La tour est classée au titre des monuments historiques par arrêté du 12 juillet 1886.